# Campionati europei di dressage 2021
I Campionati europei di dressage 2021 si sono svolti a Hagen, in Germania, dal 7 al 21 settembre 2021.

## Podi
| Evento              | Oro                       | Argento         | Bronzo             |
| Dressage freestyle  | Jessica von Bredow-Werndl | Isabell Werth   | Cathrine Dufour    |
| Dressage GP Special | Jessica von Bredow-Werndl | Cathrine Dufour | Charlotte Dujardin |
| Gara a squadre      | Germania                  | Regno Unito     | Danimarca          |

## Medagliere
| Posiz. | Nazione     | Oro | Argento | Bronzo | Totale |
| ------ | ----------- | --- | ------- | ------ | ------ |
| 1      | Germania    | 3   | 1       | 0      | 4      |
| 2      | Paesi Bassi | 0   | 1       | 2      | 3      |
| 3      | Regno Unito | 0   | 1       | 1      | 2      |
| Totale | Totale      | 3   | 3       | 3      | 9      |